# Liga ARC 2012
La temporada 2012 de la Liga ARC es la séptima edición desde que se iniciara la competición de traineras organizada por la Asociación de Remo del Cantábrico en 2006. Se compone de dos grupos de 12 y 13 equipos respectivamente. La temporada regular comenzó el 23 de junio en Luanco (Asturias) y terminó el 1 de septiembre en Erandio (Vizcaya). Posteriormente, se disputaron los play-off para el ascenso a la Liga ACT y entre los dos grupos de la Liga ARC.

## Sistema de competición
La Liga ARC está dividida en 2 grupos cada uno de los cuales disputa un calendario de regatas propio. Al finalizar la liga regular y para decidir los ascensos y descensos entre la Liga ACT y los 2 grupos de la Liga ARC se disputan sendos play-off:
- Play-off de ascenso a Liga ACT: se disputan 2 plazas en la Liga ACT entre el penúltimo clasificado de dicha competición, ya que el último desciende directamente, los 2 primeros del Grupo 1 y los 2 primeros de la Liga LNT, aunque en esta temporada solo compitió una trainera gallega.
- Play-off entre grupos ARC: el campeón del Grupo 2 asciende directamente al Grupo 1 y la última plaza del Grupo 1 se disputa entre los dos últimos clasificados del Grupo 1 y el segundo y tercero del Grupo 2.

## Calendario
Las siguientes regatas están programadas para tener lugar en 2012.

### Grupo 1
| Orden | Regata                                         | Fecha        | Provincia |
| ----- | ---------------------------------------------- | ------------ | --------- |
| 1     | XXV Bandera de Elanchove-Grupo Eibar           | 24 de junio  | Vizcaya   |
| 2     | XXXIII Bandera Iltmo. Ayuntamiento de Santurce | 8 de julio   | Vizcaya   |
| 3     | V Bandera Donostiarra-Kaiarriba                | 14 de julio  | Guipúzcoa |
| 4     | XXII Bandera Ayuntamiento de Camargo           | 21 de julio  | Cantabria |
| 5     | III Bandera de Guetaria                        | 28 de julio  | Guipúzcoa |
| 6     | XXVII Bandera El Correo-Gran Premio BBK        | 29 de julio  | Vizcaya   |
| 7     | XXII Bandera de Orio                           | 4 de agosto  | Guipúzcoa |
| 8     | XXVIII Bandera de Ondárroa                     | 11 de agosto | Vizcaya   |
| 9     | XVII Regata Promoción de Fuenterrabía          | 12 de agosto | Guipúzcoa |
| 10    | III Bandera de Zarautz-Ipar Kutxa              | 15 de agosto | Guipúzcoa |
| 11    | XXXV Villa de Bilbao                           | 19 de agosto | Vizcaya   |
| 12    | XLII Bandera Excmo. Ayuntamiento de Santoña    | 25 de agosto | Cantabria |

### Grupo 2
| Orden | Regata                                             | Fecha           | Provincia |
| ----- | -------------------------------------------------- | --------------- | --------- |
| 1     | VIII Bandera de Traineras de Gozón                 | 23 de junio     | Asturias  |
| 2     | XVIII Bandera de la Cofradía                       | 30 de junio     | Guipúzcoa |
| 3     | XXVIII Bandera de Pasajes                          | 8 de julio      | Guipúzcoa |
| 4     | IV Bandera Donostiarra                             | 15 de julio     | Guipúzcoa |
| 5     | VI Bandera de Hibaika                              | 21 de julio     | Guipúzcoa |
| 6     | V Bandera de la Fiesta del Besugo                  | 22 de julio     | Guipúzcoa |
| 7     | IX Bandera del Puerto Viejo de Algorta             | 28 de julio     | Vizcaya   |
| 8     | XXIV Bandera de Plencia                            | 4 de agosto     | Vizcaya   |
| 9     | XV Bandera de Las Arenas                           | 11 de agosto    | Vizcaya   |
| 10    | XL Bandera Ciudad de Castro-VI Mem. Avelino Ibáñez | 15 de agosto    | Cantabria |
| 11    | XLIII Bandera de Santander                         | 18 de agosto    | Cantabria |
| 12    | XIX Bandera Ría del Asón                           | 25 de agosto    | Cantabria |
| 13    | XIV Bandera de Mundaca                             | 26 de agosto    | Vizcaya   |
| 14    | XXV Bandera de Erandio                             | 1 de septiembre | Vizcaya   |

### Play-off de ascenso a Liga ACT
| Orden | Regata      | Fecha            | Provincia |
| ----- | ----------- | ---------------- | --------- |
| 1     | Bermeo      | 15 de septiembre | Vizcaya   |
| 2     | Portugalete | 16 de septiembre | Vizcaya   |

### Play-off San Miguel entre grupos
| Orden | Regata                      | Fecha           | Provincia |
| ----- | --------------------------- | --------------- | --------- |
| 1     | Prueba Grupo Eibar "En mar" | 1 de septiembre | Vizcaya   |
| 2     | Prueba Grupo Eibar "En ría" | 2 de septiembre | Guipúzcoa |

## Traineras participantes

### Grupo 1
| Equipo                    | Nombre de la Trainera | Localidad     | Provincia |
| C.R. Camargo              | Virgen del Carmen     | Camargo       | Cantabria |
| Lekittarra-BM             | Lekittarra            | Lequeitio     | Vizcaya   |
| Donostiarra               | Torrekua              | San Sebastián | Guipúzcoa |
| Zarautz-Inmobiliaria Orio | Enbata                | Zarauz        | Guipúzcoa |
| Santurtzi-Iberdrola       | Sotera                | Santurce      | Vizcaya   |
| Deusto-Tecuni-Bilbao      | Tomatera              | Bilbao        | Vizcaya   |
| Santoña C.R.              | Virgen del Puerto     | Santoña       | Cantabria |
| Hondarribia-Orsa "B"      | Ama Guadalupekoa      | Fuenterrabía  | Guipúzcoa |
| Orio-Babyauto             | Txiki                 | Orio          | Guipúzcoa |
| Basturialdea-Elantxobe    | Artarri               | Elanchove     | Vizcaya   |
| Ondarroa A.E.             | Antiguako ama         | Ondárroa      | Vizcaya   |
| Getaria                   | Esperantza            | Guetaria      | Guipúzcoa |

### Grupo 2
| Equipo                          | Nombre de la Trainera | Localidad            | Provincia |
| Orio-Babyauto "B"               | Txiki                 | Orio                 | Guipúzcoa |
| Arkote A.T.                     | Plentzitarra          | Plencia              | Vizcaya   |
| Getxo A.E.                      | Goizeko Izarra        | Guecho               | Vizcaya   |
| C.R. Colindres                  | San Ginés             | Colindres            | Cantabria |
| Trintxerpe-Funeraria Vascongada | Azkuene               | Pasajes              | Guipúzcoa |
| Mundaka                         | Mundakarra            | Mundaca              | Vizcaya   |
| San Pedro "B"                   | Libia                 | Pasajes de San Pedro | Guipúzcoa |
| Raspas A.E.                     | Areatarra             | Las Arenas (Guecho)  | Vizcaya   |
| Donostiarra "B"                 | Lugañene              | San Sebastián        | Guipúzcoa |
| Hibaika A.E.                    | Madalen               | Rentería             | Guipúzcoa |
| C.N. Luanco                     | Luanquina             | Luanco               | Asturias  |
| S.D.R. Castro Urdiales "B"      | La Marinera           | Castro-Urdiales      | Cantabria |
| C.R. Santander                  | Virgen del Mar        | Santander            | Cantabria |

### Equipos por provincia
| Provincia | Grupo | N. | Equipos                                                                                          |
| --------- | ----- | -- | ------------------------------------------------------------------------------------------------ |
| Guipúzcoa | 1     | 5  | Orio-Babyauto, Donostiarra, Zarautz-Inmobiliaria Orio, Hondarribia-Orsa "B", Getaria             |
| Guipúzcoa | 2     | 5  | Orio-Babyauto "B", Trintxerpe-Funeraria Vascongada, San Pedro "B", Donostiarra "B", Hibaika A.E. |
| Guipúzcoa | TOTAL | 10 |                                                                                                  |
| Vizcaya   | 1     | 5  | Lekittarra-BM, Santurtzi-Iberdrola, Deusto-Tecuni-Bilbao, Basturialdea-Elantxobe, Ondarroa A.E.  |
| Vizcaya   | 2     | 4  | Arkote A.T., Getxo A.E., Mundaka, Raspas A.E.                                                    |
| Vizcaya   | TOTAL | 9  |                                                                                                  |
| Cantabria | 1     | 2  | C.R. Camargo, Santoña C.R.                                                                       |
| Cantabria | 2     | 3  | C.R. Colindres, S.D.R. Castro Urdiales "B", C.R. Santander                                       |
| Cantabria | TOTAL | 5  |                                                                                                  |
| Asturias  | 1     | 0  | -                                                                                                |
| Asturias  | 2     | 1  | C.N. Luanco                                                                                      |
| Asturias  | TOTAL | 1  |                                                                                                  |

### Ascensos y descensos
| Pos.  | Descendidos de Liga ACT |
| ----- | ----------------------- |
| Prom. | C.R. Camargo (11º)      |
| 12.º  | Orio-Babyauto           |

| Pos.  | Ascendidos de Grupo 2  |
| ----- | ---------------------- |
| 1.º   | Basturialdea-Elantxobe |
| Prom. | Getaria (2º)           |
| Prom. | Ondarroa A.E. (3º)     |

| Pos.  | Descendidos de Grupo 1 |
| ----- | ---------------------- |
| 10.º  | Orio-Babyauto "B"      |
| Prom. | Getxo A.E. (11º)       |
| Prom. | Arkote A.T. (12º)      |

| Pos. | Clubes de Grupo 2 no inscritos |
| ---- | ------------------------------ |
| 11.º | Lutxana A.E.                   |

| Pos. | Nueva inscripción          |
| ---- | -------------------------- |
| -    | S.D.R. Castro Urdiales "B" |
| -    | C.R. Santander             |

     Ascenso directo.

     Ascenso después de play-off.

     Descenso directo ordinario.

     Descenso después de play-off.

     Descenso administrativo o desaparición.

     Nueva inscripción.

## Clasificación
A continuación se recoge la clasificación en cada una de las regatas disputadas en cada grupo.

### Grupo 1
Los puntos se reparten entre los doce participantes en cada regata. 
| Posición | 1.º | 2.º | 3.º | 4.º | 5.º | 6.º | 7.º | 8.º | 9.º | 10.º | 11.º | 12.º |
| Puntos   | 12  | 11  | 10  | 9   | 8   | 7   | 6   | 5   | 4   | 3    | 2    | 1    |

| Pos. | Club                      | Trainera          | 1 ELA | 2 SCE | 3 DON | 4 CAM | 5 GUE | 6 COR | 7 ORI | 8 OND | 9 PRO | 10 ZAR | 11 BIL | 12 SÑA | Puntos |
| ---- | ------------------------- | ----------------- | ----- | ----- | ----- | ----- | ----- | ----- | ----- | ----- | ----- | ------ | ------ | ------ | ------ |
| 1    | Orio-Babyauto             | Txiki             | 1     | 1     | 1     | 1     | 1     | 1     | 1     | 1     | 1     | 1      | 1      | 1      | 144    |
| 2    | Santurtzi-Iberdrola       | Sotera            | 3     | 2     | 3     | 2     | 4     | 2     | 2     | 2     | 2     | 2      | 6      | 3      | 123    |
| 3    | Lekittarra-BM             | Lekittarra        | 4     | 4     | 4     | 3     | 2     | 5     | 4     | 3     | 3     | 6      | 5      | 6      | 107    |
| 4    | Basturialdea-Elantxobe    | Artarri           | 2     | 3     | 2     | 5     | 8     | 3     | 5     | 5     | 6     | 3      | 4      | 4      | 106    |
| 5    | Donostiarra               | Torrekua          | 7     | 6     | 5     | 6     | 3     | 6     | 3     | 8     | 4     | 8      | 3      | 2      | 95     |
| 6    | Getaria                   | Esperantza        | 9     | 10    | 6     | 8     | 5     | 7     | 6     | 4     | 7     | 4      | 2      | 5      | 83     |
| 7    | Zarautz-Inmobiliaria Orio | Enbata            | 10    | 5     | 7     | 4     | 6     | 12    | 8     | 7     | 5     | 5      | 7      | 7      | 73     |
| 8    | C.R. Camargo              | Virgen del Carmen | 5     | 7     | 8     | 7     | 10    | 4     | 9     | 6     | 8     | 7      | 11     | 10     | 64     |
| 9    | Ondarroa A.E.             | Antiguako Ama     | 6     | 8     | 10    | 9     | 9     | 8     | 7     | 10    | 11    | 10     | 8      | 11     | 49     |
| 10   | Santoña C.R.              | Virgen del Puerto | 12    | 11    | 9     | 10    | 7     | 9     | 12    | 9     | 9     | 9      | 9      | 8      | 42     |
| 11   | Hondarribia-Orsa          | Ama Guadalupekoa  | 11    | 9     | 11    | 11    | 12    | 10    | 11    | 11    | 10    | 12     | 12     | 9      | 27     |
| 12   | Deusto-Tecuni-Bilbao      | Tomatera          | 8     | 12    | 12    | 12    | 11    | 11    | 10    | 12    | 12    | 11     | 10     | 12     | 23     |

| Color  | Resultado |
| ------ | --------- |
| Oro    | Ganador   |
| Plata  | Segundo   |
| Bronce | Tercero   |
| Verde  | Puntuó    |

### Grupo 2
Los puntos se reparten entre los doce participantes en cada regata. 
| Posición | 1.º | 2.º | 3.º | 4.º | 5.º | 6.º | 7.º | 8.º | 9.º | 10.º | 11.º | 12.º | 13.º |
| Puntos   | 13  | 12  | 11  | 10  | 9   | 8   | 7   | 6   | 5   | 4    | 3    | 2    | 1    |

| Pos. | Club                            | Trainera       | 1 GOZ | 2 COF | 3 PAS | 4 DON | 5 REN | 6 BES | 7 ALG | 8 PLE | 9 ARE | 10 CAS | 11 SAN | 12 ASO | 13 MUN | 14 ERA | Puntos |
| ---- | ------------------------------- | -------------- | ----- | ----- | ----- | ----- | ----- | ----- | ----- | ----- | ----- | ------ | ------ | ------ | ------ | ------ | ------ |
| 1    | Trintxerpe-Funeraria Vascongada | Azkuene        | 1     | 2     | 2     | 1     | 1     | 1     | 1     | 1     | 2     | 1      | 1      | 1      | 1      | 3      | 166    |
| 2    | Orio-Babyauto "B"               | Txiki          | 2     | 1     | 1     | 2     | 2     | 2     | 2     | 2     | 1     | 2      | 2      | 2      | 3      | 1      | 158    |
| 3    | San Pedro "B"                   | Libia          | 3     | 5     | 7     | 6     | 4     | 3     | 5     | 6     | 9     | 6      | 4      | 4      | 2      | 2      | 118    |
| 4    | Donostiarra "B"                 | Lugañene       | 5     | 3     | 5     | 5     | 3     | 4     | 7     | 3     | 11    | 5      | 6      | 3      | 7      | 5      | 115    |
| 5    | Getxo A.E.                      | Goizeko Izarra | 8     | 10    | 6     | 4     | 5     | 6     | 4     | 5     | 7     | 3      | 3      | 5      | 4      | 4      | 112    |
| 6    | Arkote A.T.                     | Plentzitarra   | 9     | 8     | 3     | 3     | 6     | 5     | 3     | 8     | 5     | 4      | 5      | 6      | 8      | 7      | 109    |
| 7    | S.D.R. Castro Urdiales "B"      | La Marinera    | 7     | 4     | 4     | 10    | 7     | 9     | 6     | 7     | 4     | 7      | 8      | 7      | 10     | 11     | 92     |
| 8    | Raspas A.E.                     | Areatarra      | 4     | 6     | 8     | 8     | 8     | 7     | 8     | 4     | 10    | 9      | 7      | 9      | 6      | 6      | 88     |
| 9    | Mundaka                         | Mundakarra     | 6     | 7     | 9     | 7     | 9     | 11    | 9     | 9     | 3     | 10     | 9      | 8      | 5      | 8      | 80     |
| 10   | C.R. Colindres                  | San Ginés      | 10    | 9     | 10    | 9     | 10    | 8     | 10    | 11    | 8     | 8      | 10     | 10     | 9      | 10     | 60     |
| 11   | C.N. Luanco                     | Luanquina      | 11    | 13    | 12    | 11    | 11    | 10    | 11    | 10    | 6     | 11     | 13     | 13     | 12     | 9      | 38     |
| 12   | C.R. Santander                  | Virgen del Mar | 13    | 11    | 13    | 12    | 12    | 12    | 12    | 13    | 13    | 12     | 11     | 11     | 11     | 12     | 26     |
| 13   | Hibaika A.E.                    | Madalen        | 12    | 12    | 11    | 13    | 13    | 13    | 13    | 12    | 12    | 13     | 12     | 12     | 13     | 13     | 21     |

| Color  | Resultado |
| ------ | --------- |
| Oro    | Ganador   |
| Plata  | Segundo   |
| Bronce | Tercero   |
| Verde  | Puntuó    |

### Play-off de ascenso a Liga ACT
Los puntos se reparten entre los cuatro participantes en cada regata.
| Posición | 1.º | 2.º | 3.º | 4.º |
| Puntos   | 4   | 3   | 2   | 1   |

| Pos. | Club                 | Trainera   | 1 BER | 2 POR | Puntos |
| ---- | -------------------- | ---------- | ----- | ----- | ------ |
| 1    | Orio-Babyauto        | Txiki      | 1     | 1     | 8      |
| 2    | Zumaia-Altuna y Uria | Telmo Deun | 2     | 2     | 6      |
| 3    | Santurtzi-Iberdrola  | Sotera     | 3     | 3     | 4      |
| 4    | Amegrove             | Pabliño    | 4     | 4     | 2      |

| Color  | Resultado |
| ------ | --------- |
| Oro    | Ganador   |
| Plata  | Segundo   |
| Bronce | Tercero   |
| Verde  | Puntuó    |

### Play-off San Miguel entre grupos
El equipo Trintxerpe-Funeraria Vascongada asciende al Grupo 1 directamente al quedar primero del Grupo 2.
El equipo Deusto-Tecuni-Bilbao descendiente al Grupo 2 directamente al quedar último del Grupo 1.
Los puntos se reparten entre los tres participantes en cada regata.
| Posición | 1.º | 2.º | 3.º |
| Puntos   | 3   | 2   | 1   |

| Pos. | Club              | Trainera         | 1 MAR | 2 RÍA | Puntos |
| ---- | ----------------- | ---------------- | ----- | ----- | ------ |
| 1    | Orio-Babyauto "B" | Txiki            | 1     | 1     | 6      |
| 2    | San Pedro "B"     | Libia            | 3     | 2     | 3      |
| 3    | Hondarribia-Orsa  | Ama Guadalupekoa | 2     | 3     | 3      |

| Color  | Resultado |
| ------ | --------- |
| Oro    | Ganador   |
| Plata  | Segundo   |
| Bronce | Tercero   |